# Metropolia Besarabii
Metropolia Besarabii (rum. Mitropolia Basarabiei) – jedna z metropolii Rumuńskiego Kościoła Prawosławnego, obejmująca terytorium Mołdawii. Od momentu erygowania metropolii jej zwierzchnikiem jest metropolita Piotr (Păduraru).

## Historia

### Metropolia Besarabii w okresie międzywojennym
W 1918 Besarabia została przyłączona do Królestwa Rumunii. Eparchia kiszyniowska Rosyjskiego Kościoła Prawosławnego została przekształcona w eparchię Besarabii w jurysdykcji Rumuńskiego Kościoła Prawosławnego. Rosyjski biskup kiszyniowski Anastazy został usunięty z katedry. Na jego miejsce Święty Synod Rumuńskiego Kościoła Prawosławnego wyznaczył biskupa Huși Nikodema. Dwa lata później jego miejsce zajął dotychczasowy wikariusz eparchii, Guriasz, który pozostawał jej ordynariuszem przez cały okres międzywojenny. W 1928 eparchię besarabską podniesiono do rangi metropolii, skupiającej trzy administratury: archieparchię kiszyniowską, eparchię Chocimia i Bałty oraz eparchię Białogrodu i Izmailu. Wcześniej, w 1926, w Kiszyniowie otwarte zostały wydział teologiczny, seminarium duchowne, eparchialna szkoła dla dziewcząt, zaś w Izmailu niższa szkoła duchowna dla chłopców.

### Likwidacja metropolii Besarabii, restytucja eparchii kiszyniowskiej Rosyjskiego Kościoła Prawosławnego
Działalność metropolii Besarabii de facto zamarła po wkroczeniu Armii Czerwonej do Besarabii 28 czerwca 1940. Pod okupacją radziecką cerkwie i monastery należące do administratury były zamykane; zniszczeniu lub dewastacji uległo około 200 obiektów sakralnych. W 1941 w Kiszyniowie ponownie rozpoczęła działalność eparchia uznająca zwierzchność patriarchy moskiewskiego i całej Rusi, zaś eparchie Chocimia i Bałty oraz Białogrodu i Izmailu zostały zlikwidowane. Pierwszym biskupem kiszyniowskim w jurysdykcji Rosyjskiego Kościoła Prawosławnego został w 1941 Aleksy (Siergiejew). Przez cały okres przynależności Mołdawii do ZSRR ordynariuszami eparchii kiszyniowskiej byli Rosjanie.
Po rozpadzie ZSRR Patriarchat Moskiewski najpierw podniósł eparchię kiszyniowską do rangi archieparchii, a następnie, w 1992, przekształcił ją w Mołdawski Kościół Prawosławny, działający na prawach autonomii.

### Ponowne utworzenie metropolii Besarabii w 1992
W kwietniu tego samego roku Święty Synod Rumuńskiego Kościoła Prawosławnego ogłosił, że nigdy nie uznał wymuszonej przez władze radzieckie likwidacji metropolii Besarabii. 19 grudnia 1992 Święty Synod Rumuńskiego Kościoła Prawosławnego potwierdził istnienie metropolii, wyznaczył Kiszyniów na miejsce przebywania jej ordynariusza i zdecydował, że kalendarzem liturgicznym w jej placówkach duszpasterskich będzie kalendarz juliański. Jako locum tenens na jej czele stanął Piotr (Păduraru), dotąd biskup bałcki w jurysdykcji Rosyjskiego Kościoła Prawosławnego..
Od 1992 metropolia Besarabii ubiegała się o rejestrację jako legalnie działający w Mołdawii związek wyznaniowy. Równolegle trwała wymiana listów między patriarchą rumuńskim Teoktystem a patriarchą moskiewskim i całej Rusi Aleksym II. W listopadzie 1993 premier Mołdawii Andrei Sangheli stwierdził, że jedynie Rosyjski Kościół Prawosławny miał prawo do prowadzenia w Mołdawii swoich placówek duszpasterskich. Rumuński Kościół Prawosławny stał na stanowisku, że placówki Patriarchatu Moskiewskiego mogą funkcjonować w Mołdawii, by zaspokajać potrzeby religijne mniejszości rosyjskiej, natomiast dominującą ludnością rumuńskojęzyczną powinni opiekować się duchowni rumuńscy. 20 października 1995 metropolia Besarabii otrzymała status egzarchatu. Równocześnie nadal nie była uznawana przez państwo mołdawskie. W latach 1992–1995 była publicznie oskarżana o podsycanie konfliktu w Naddniestrzu, podważanie autorytetu państwa mołdawskiego, destabilizację kraju, działanie jako instytucja rumuńskich tajnych służb, funkcjonowanie jako instytucja polityczna pod płaszczykiem związku wyznaniowego. Według metropolii Besarabii doszło w tym czasie również do gróźb i fizycznych ataków na duchownych, który przyjęli jej jurysdykcję. W latach 1995, 1996 i 1997 metropolia nadal bezskutecznie starała się o oficjalną rejestrację. W 1998 przedstawiciele administratury złożyli w tej sprawie skargę do Europejskiego Trybunału Praw Człowieka. W odpowiedzi na tę decyzję rząd Mołdawii stwierdził, że od 1993 w kraju działa już prawosławny związek wyznaniowy – Mołdawski Kościół Prawosławny, natomiast metropolia Besarabii jest instytucją schizmatycką, w dodatku filialną wobec Kościoła działającego w innym kraju. Powoływano się również na fakt, że w kraju nie ma jednostki administracyjnej o nazwie „Besarabia”. W 1999 metropolia Besarabii ponownie otrzymała odmowną odpowiedź na wniosek o rejestrację, zaś 2001 Europejski Trybunał Praw Człowieka przyjął jej skargę do rozpatrzenia.
W grudniu 2001 Europejski Trybunał Praw Człowieka nakazał Republice Mołdawii zezwolenie na legalne działanie metropolii Besarabii oraz zasądził na jej rzecz 20 tys. euro zadośćuczynienia i zwrot kosztów sądowych. Rejestracja metropolii nastąpiła 30 lipca 2002. Metropolia Besarabii stara się o uznanie za sukcesorkę przedwojennej rumuńskiej metropolii (do 2001 za takową uważano eparchię Rosyjskiego Kościoła Prawosławnego), a w konsekwencji – zwrot obiektów sakralnych, które przed 1941 należały do Rumuńskiego Kościoła Prawosławnego, a następnie zostały przekazane w inną jurysdykcję lub skonfiskowane przez państwo.
W 2007 w ramach metropolii Besarabii ustanowione zostały trzy nowe eparchie.
Rosyjski Kościół Prawosławny w dalszym ciągu nie uznaje metropolii Besarabii, a jej ordynariusza uważa od 1992 za duchownego suspendowanego. W 2007 Mołdawski Kościół Prawosławny skierował do patriarchy rumuńskiego Daniela deklarację, w której nazwał utworzenie metropolii „agresywnym” ingerowaniem w sprawy innej Cerkwi, na jej terenie kanonicznym. W tym samym roku rezolucję o analogicznej treści wydał Święty Synod Rosyjskiego Kościoła Prawosławnego. Negocjacje między Kościołami w listopadzie 2007, prowadzone w Monasterze Trojańskim w Bułgarii, nie doprowadziły do porozumienia. W 2011 Ukraiński Kościół Prawosławny Patriarchatu Moskiewskiego wyraził zaniepokojenie faktem, że metropolia Besarabii utworzyła swoje placówki na Ukrainie.

## Struktura
Metropolii Besarabii podlegają cztery eparchie: archieparchia kiszyniowska, eparchia Bielc, eparchia Tyraspola i całego Naddniestrza oraz eparchia Besarabii Południowej. W jurysdykcji metropolii działają 104 parafie oraz pięć monasterów. Od 2004 zwierzchność metropolity Besarabii uznaje również sześć etnicznie rumuńskich prawosławnych parafii w Rosji, z 20 tys. wiernych. Dwie placówki duszpasterskie oraz męski monaster metropolia prowadzi w USA, posiada również swoje parafie w obwodach czerniowieckim i odeskim Ukrainy.
Metropolia Besarabii prowadzi również seminarium duchowne im. metropolity Guriasza (Grossu) w Kiszyniowie, Prawosławne Bractwo Rumuńskie, wydaje pismo „Misjonarz”.